# Gray (unitate de măsură)
Gray (simbol Gy) este unitatea SI de măsură a dozei de radiații ionizante și este definită ca fiind doza de radiație absorbită de substanță în condițiile unei energii primite și disipate integral în unitatea de masă având valoarea de 1 joule per kilogram de materie.
Unitatea cgs corespunzătoare (tolerată) este „rad” (1 Gy = 100 rad).
Unitatea a fost denumită după fizicianul britanic Louis Harold Gray, un pionier în măsurarea de radiații X si a radiațiilor emise de către radiu, precum și a efectelor acestora asupra țesutului viu. Acesta a fost adoptat ca parte a sistemului internațional de unități în 1975.{\displaystyle }
{\displaystyle 1\,\mathrm {Gy} =1\,{\frac {\mathrm {J} }{\mathrm {kg} }}}

## Vezi și
- Bequerel
- Sievert